# Prawo Ohma
Prawo Ohma – prawo fizyki głoszące proporcjonalność natężenia prądu płynącego przez przewodnik do napięcia panującego między końcami przewodnika. Prawidłowość odkrył w 1826 niemiecki nauczyciel matematyki, późniejszy fizyk, profesor politechniki w Norymberdze i uniwersytetu w Monachium, Georg Simon Ohm.

## Historia i znaczenie
- W 1822 Humphry Davy opublikował rezultaty badań przewodzenia prądu elektrycznego w metalach. Stwierdził, że przewodnictwo drutów metalowych jest odwrotnie proporcjonalne do ich długości, a wprost proporcjonalne do pola powierzchni przekroju. Davy uporządkował też przewodniki ze względu na ich zdolność przewodzenia prądu[4].
- Georg Simon Ohm (wówczas gimnazjalny nauczyciel matematyki) badał zależność prądu elektrycznego od wymiarów przewodnika i przyłożonego napięcia od roku 1825. Stwierdził, że prąd jest zależny od przyłożonego napięcia, ale jego prace były niejasne i skomplikowane, nie znalazły szerszego uznania[a].
- W 1826 Ohm zaproponował opis swoich doświadczeń w postaci zbliżonej do znanej dzisiaj, stwierdzając, że prąd płynący w przewodniku jest proporcjonalny do przyłożonego napięcia. Mimo to upłynęło jeszcze kilka lat, zanim zostały one przyjęte przez środowiska naukowe.
- W latach 1845–1847 Gustav Kirchhoff przeprowadził analizę teoretyczną przepływu prądu i powiązał gęstość prądu z polem elektrycznym wewnątrz przewodnika.
- W 1900 Paul Drude sformułował swój model przewodnictwa metali, który wyjaśnił stwierdzoną doświadczalnie przez Ohma proporcjonalność prądu do napięcia[5].

Współcześnie wiadomo, że wiele materiałów zachowuje się inaczej niż stwierdził Ohm i proporcjonalność napięcia i prądu nie jest zachowana (prawo Ohma nie jest spełnione). Materiały i elementy elektroniczne, dla których spełnione jest prawo Ohma nazywa się liniowymi (lub omowymi), a dla których nie – nieliniowymi (lub nieomowymi).
Mimo że prawo Ohma nie jest uniwersalnym prawem przyrody, a jedynie relacją spełnioną dla pewnej klasy materiałów w ograniczonym zakresie napięć i prądów, ma duże znaczenie historyczne, a także praktyczne. Było ono pierwszym ilościowym matematycznym opisem przepływu prądu elektrycznego.

## Sformułowanie

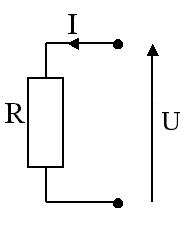
Prawo Ohma

Dla prądu stałego proporcjonalność napięcia {\displaystyle U} i natężenia {\displaystyle I} wyraża się wzorem:
{\displaystyle U=I\,R.}
Współczynnik proporcjonalności {\displaystyle R} nazywa się rezystancją lub oporem elektrycznym.
Współczynnik proporcjonalności pomiędzy natężeniem i napięciem oznaczany jest zwykle przez {\displaystyle G}
{\displaystyle I=G\,U,}
nosi on nazwę konduktancji i jest odwrotnością rezystancji
{\displaystyle {\frac {1}{G}}=R.}
Prawo Ohma jest prawem doświadczalnym i w niektórych materiałach (w szczególności w metalach) jest dość dokładnie spełnione dla ustalonych warunków przepływu prądu, szczególnie temperatury przewodnika. Materiały, które się do niego stosują, nazywamy przewodnikami omowymi lub „przewodnikami liniowymi” – w odróżnieniu od przewodników nieliniowych, w których opór jest funkcją natężenia płynącego przez nie prądu. Prawo to także nie jest spełnione gdy zmieniają się parametry przewodnika, szczególnie temperatura.

## Zależność oporu od rozmiarów przewodnika
Opór odcinka przewodnika o stałym przekroju poprzecznym jest proporcjonalny do długości tego odcinka {\displaystyle l} i odwrotnie proporcjonalny do pola przekroju {\displaystyle S{:}}
{\displaystyle R=\rho {\frac {l}{S}}.}
Zależność ta została stwierdzona doświadczalnie przez Davego jeszcze przed sformułowaniem prawa Ohma, a wyjaśniona teoretycznie przez Drudego w oparciu o jego model elektronów swobodnych. Stała ρ nosi nazwę rezystywności lub oporu właściwego i jest charakterystyczna dla materiału przewodnika. Odwrotność rezystywności nazywa się konduktywnością lub przewodnictwem właściwym, często jest oznaczana przez σ:
{\displaystyle \sigma ={\frac {1}{\rho }}.}

## Prawo Ohma w postaci różniczkowej

Prąd o gęstości płynący w polu elektrycznym przez element o długości o przekroju

Stosując prawo Ohma do elementarnego odcinka izotropowego przewodnika o długości {\displaystyle {\text{d}}l} i powierzchni przekroju {\displaystyle {\text{d}}S} (rysunek) można napisać
{\displaystyle {\text{d}}I={\frac {1}{R}}\,{\text{d}}U.}
Wyrażając natężenie prądu za pomocą jego gęstości {\displaystyle {\vec {j}}{:}}
{\displaystyle {\text{d}}I={\vec {j}}\,{\text{d}}{\vec {S}}}
oraz napięcie za pomocą natężenia pola elektrycznego {\displaystyle {\vec {E}}{:}}
{\displaystyle {\text{d}}U={\vec {E}}\,{\text{d}}{\vec {l}},}
otrzymuje się:
{\displaystyle {\vec {j}}\,{\text{d}}{\vec {S}}={\frac {1}{R}}{\vec {E}}\,{\text{d}}{\vec {l}}.}
Wybierając przekrój {\displaystyle {\text{d}}S} prostopadle do kierunku płynącego prądu oraz podstawiając jako 1/R
{\displaystyle {\frac {1}{R}}=\sigma {\frac {{\text{d}}S}{{\text{d}}l}},}
otrzymamy
{\displaystyle {\vec {j}}=\sigma {\vec {E}}.}
Równanie to wiąże lokalną gęstość prądu z natężeniem pola elektrycznego w przewodniku. Zostało wyprowadzone przez Kirchhoffa, często jest nazywane prawem Ohma w postaci różniczkowej.

## Prawo Ohma dla prądu przemiennego
W obwodach prądu przemiennego przebiegi prądu mogą być przesunięte w fazie w stosunku do napięcia. W takiej sytuacji do opisu zależności przemiennego prądu od napięcia stosuje się zwykle liczby zespolone, a odpowiednikiem oporu jest zespolona impedancja {\displaystyle Z{:}}
{\displaystyle u(\omega ,t)=Z(\omega )\ i(\omega ,t),}
gdzie:
{\displaystyle u(\omega ,t)} – zespolone napięcie przemienne,
{\displaystyle i(\omega ,t)} – zespolony prąd przemienny,
{\displaystyle Z(\omega )} – impedancja.
Rezystancją nazywa się wtedy część rzeczywistą impedancji, a konduktancją część rzeczywistą odwrotności impedancji (nazywanej admitancją):
{\displaystyle R(\omega )=Re(Z(\omega )),\quad G(\omega )={\frac {R(\omega )}{|Z(\omega )|^{2}}}.}
W obwodach liniowych (spełniających prawo Ohma) impedancja nie zależy od amplitudy napięcia ani prądu, a amplituda prądu jest wtedy proporcjonalna do amplitudy napięcia.

## Prawo Ohma w materiałach anizotropowych
W materiałach anizotropowych kierunek przepływu prądu elektrycznego nie musi być zgodny z kierunkiem przyłożonego pola elektrycznego. Zależność między gęstością prądu i natężeniem pola elektrycznego ma postać:
{\displaystyle {\vec {j}}={\hat {\sigma }}{\vec {E}}.}
Konduktywność {\displaystyle {\hat {\sigma }}} jest wtedy tensorem, a jeżeli materiał jest liniowy (omowy), to wszystkie jej składowe są stałe.

## Opór w obwodach nieliniowych
Jeżeli elementy obwodu są nieliniowe (nie spełniają prawa Ohma), wielkość oporu zdefiniowana przez
{\displaystyle R={\frac {U}{I}}}
nie jest stała. Nazywa się go oporem całkowym, rezystancją statyczną lub całkową.
Definiuje się również różniczkowy opór elektryczny w postaci:
{\displaystyle R={\frac {{\text{d}}U}{{\text{d}}I}}.}
Rezystancje statyczna i dynamiczna elementów liniowych są stałe i sobie równe.